# Until It’s Gone
Until It’s Gone – drugi singiel z albumu studyjnego The Hunting Party amerykańskiego zespołu rockowego Linkin Park. Premierę miał 5 maja w BBC Radio 1. Utwór dostępny jest też w przedsprzedaży w wersji cyfrowej na iTunes.
Po premierze w radiu na kanał zespołu w serwisie YouTube został wstawiony teledysk tekstowy utworu. „Until It’s Gone” według zespołu i osób, które wcześniej miały okazje usłyszeć ten utwór miał ukazać tę wolniejszą i spokojniejszą stronę albumu. Adam z Linkin Park Underground, oficjalnego fanklubu zespołu, będąc na czacie z członkami wyjawił, że ta piosenka jest „odskocznią” od reszty materiału na albumie, który jest „głośniejszy”, bardziej w stylu pierwszego singla – „Guilty All the Same”. Singiel swoją premierę w wersji fizycznej, miał 30 maja w Europie.
11 czerwca swoją premierę miał teledysk.

## Lista utworów
Źródło: Oficjalna strona Warner Music Central Europe
1. „Until It’s Gone” – 3:41
2. „Guilty All the Same” (feat. Rakim) – 05:55